# Grumello del Monte
Grumello del Monte är en ort och kommun i provinsen Bergamo i regionen Lombardiet i Italien. Kommunen hade 7 411 invånare (2018).